# Indice de Wobbe
L'indice de Wobbe est le quotient, sur une base volumique, du pouvoir calorifique d'un gaz par la racine carrée de sa densité relative par rapport à l'air.
« L’indice de Wobbe peut être l’indice supérieur (suffixe «S») ou l’indice inférieur (suffixe «I») selon le pouvoir calorifique considéré ».
L'indice de Wobbe est une des caractéristiques techniques principales du gaz naturel, c’est un indicateur de l’interchangeabilité des gaz carburant ou combustibles (c'est-à-dire gaz naturel, GPL, gaz de ville) et il est souvent défini dans les spécifications d'approvisionnement en gaz et les services publics de transport.